# Montañas Itombwe
Las montañas Itombwe forman una cadena montañosa ubicada en la provincia de Kivu del Sur en la República Democrática del Congo. Esta se encuentra sobre la costa este del sector norte del lago Tanganica. Contienen una amplia zona de bosque de montaña habitado por una importante biodiversidad de vida salvaje.

## Geografía
Las montañas Itombwe son parte del rift Albertino, que bordea el sector oeste del rift de África Oriental.
Se extienden desde las montañas Rwenzori por el norte hasta las tierras altas de Marungu por el sur.
Están formadas por rocas basales elevadas durante el pre-Cámbrico cubiertas en parte por actividad volcánica reciente.
Han sido generadas por las fuerzas que crearon el valle del Gran Rift, donde tensiones tectónicas están haciendo que porciones del este de África se separen del continente. El pico más alto de las montañas del Rift Albertino, que alcanza 5100 m, se encuentra más al norte en las montañas Rwenzori.
El pico más elevado en la cadena Itombwe es el Monte Mohi, que tiene 3475 m de alto. Hay otros picos que superan los 3000 m de altura. Por el este, las montañas descienden abruptamente hasta la planicie Ruzizi que bordea el lago Tanganica.
Las mismas forman una meseta elevada que posee un declive relativamente suave hacia el oeste.
El río Elila tiene sus nacimientos en estas montañas, las cuales se encuentran cubiertas por bosques excepto en aquellos sitios donde emergen acantilados rocosos en las laderas más empinadas.
La temperatura oscila en el rango 10 C a 21 C, siendo la temperatura promedio unos 16 C a lo largo del año. Ocasionalmente, por la noche, se producen heladas. La precipitación anual media es de unos 65 pulgadas (1651,0 mm). Entre junio y agosto hay una estación seca relativamente fresca.

## Flora
El bosque Itombwe, del Rift sur, se extiende por gran superficie ha tenido poca atención por parte de los botánicos.
Los bosques montanos cubren unas 650 000 ha por sobre la cota de 1500 m, en lo que es el mayor segmento de este tipo de bosque en la región. En las laderas del este el bosque presenta claros.
Por el oeste hay una progresión de bambúes, bosques montanos, pastizales, y luego más bosque montano con una fronda que alcanza los 25 m de altura y que se funde con los bosques de las tierras bajas.

## Fauna

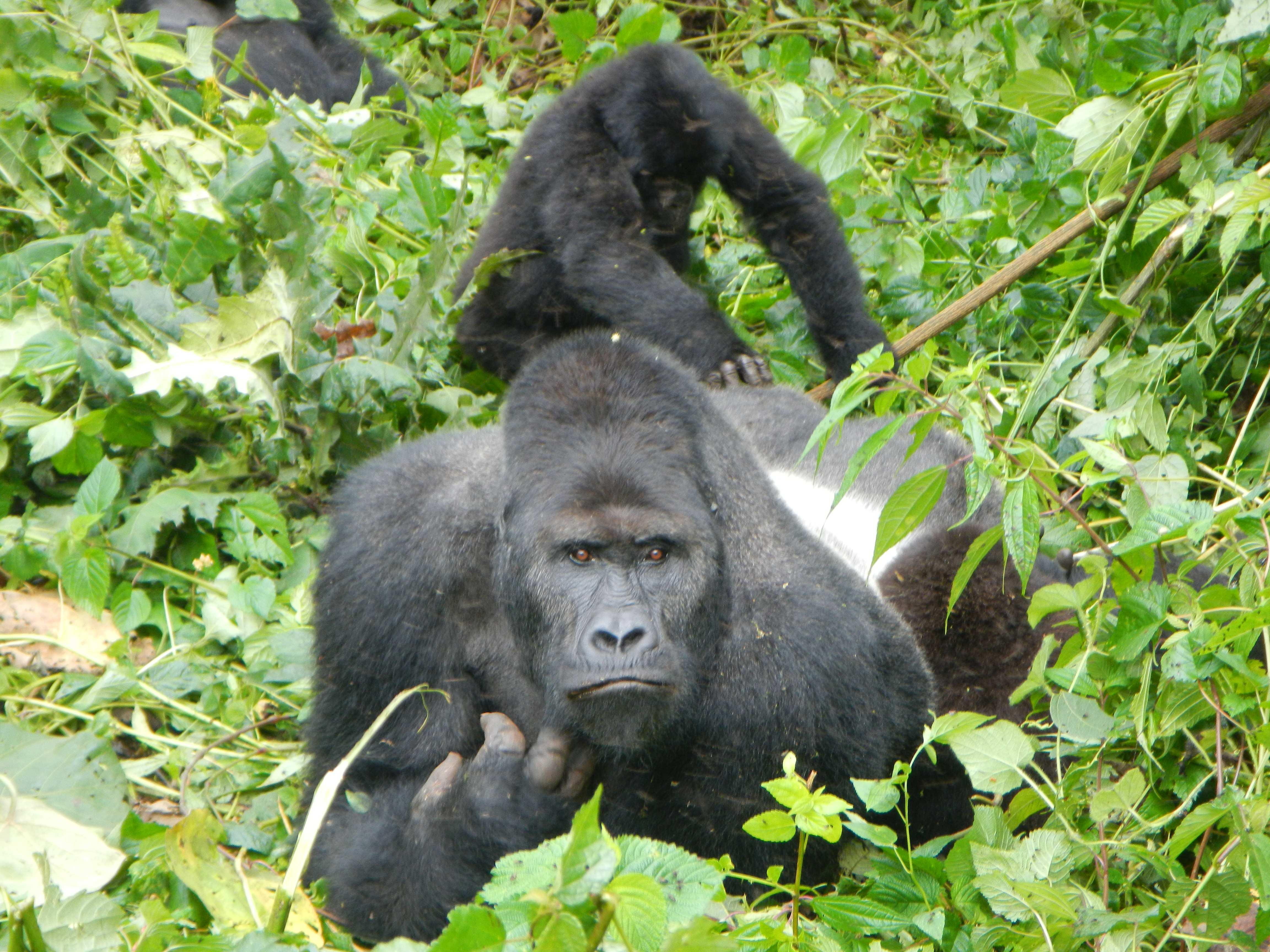
Gorila de las tierras bajas del este (Gorilla beringei graueri)

Las montañas son el hábitat de especies en peligro de extinción como el gorila oriental de llanura, el chimpancé y el elefante africano de sabanas. Se estima por los censos realizados que hay al menos unos 860 gorilas en la cordillera. La población de gorilas de las montañas Itombwe y las regiones aledañas a su norte y oeste es una de las tres únicas poblaciones de gorilas del este de África, las otras son las de Bwindi y Virunga.
Los censos han registrado cincuenta y seis especies de mamíferos.
Una especie de musaraña descubierta allí, y que ha sido recolectada solo una vez, es probablemente la especie de musaraña más antigua de África.
Las montañas Itombwe son con mucha diferencia la parte más importante de las montañas de la falla Albertina para la conservación de las aves, al ser el hogar de 32 de las 37 especies de estas cordilleras.
Albergan los lugares más importantes de la región para las aves de los bosques de montaña, con 565 especies identificadas, 31 de ellas son endémicas de la falla Albertina, y tres solo se encuentran en las propias montañas Itombwe.

## Gente
El norte de la región de Itombwe está habitada por los Bafuliru, Bembe, Banyindu y Bashi, con una densidad de población en 1998 de unas 100 personas por kilómetro cuadrado. Las densidades de población en la ladera oeste y en la gran meseta de Itombwe son más bajas, entre 10 y 20 personas por kilómetro cuadrado. Los Balega y Bembe viven en esta área. Los Banyamulenge (un grupo Tutsi) refugiados de Ruanda se trasladaron al territorio Bembe a comienzos de los 1880, causando tensión con los nativos. Los Vira viven en el río Ruzizi y en las orillas del lago Tanganica.